# Степаново (Ковернинский район, у д. Бетино)
Степаново — деревня в Ковернинском муниципальном округе Нижегородской области России.

## География
Деревня находится на северо-западе Нижегородской области, в зоне хвойно-широколиственных лесов, на правом берегу реки Хохломки, к западу от автодороги 22Н-2340, на расстоянии приблизительно 7 километров (по прямой) к юго-востоку от Ковернина, административного центра округа.

### Климат
Климат характеризуется как умеренно континентальный, с относительно тёплым коротким летом и холодной продолжительной зимой. Среднегодовая температура — 2,7 °C. Средняя температура воздуха самого тёплого месяца (июля) — 17,9 °C (абсолютный максимум — 37 °C); самого холодного (января) — −12,3 °C (абсолютный минимум — −46 °C). Среднегодовое количество атмосферных осадков составляет 566 мм, из которых большая часть выпадает в тёплый период.

## Население
| Численность населения | Численность населения | Численность населения |
| --------------------- | --------------------- | --------------------- |
| 2002                  | 2010                  | 2023                  |
| 13                    | 8                     | 1                     |

(ссылка №4)

### Национальный состав
Согласно результатам переписи 2002 года, в национальной структуре населения русские составляли 100 %.